# Герб Малого Маяка
Герб Мало́го Маяка затверджений 29 вересня 2006 р. рішенням Алуштинської міської ради. Герб є напівпромовистим.

## Опис герба
У синьому полі срібна чаша з червоним полум'ям, облямованим золотом, яке супроводжується золотим сяйвом із одинадцяти променів. Чаша оточена одинадцятьма золотими восьмипроменевими зірками, в яких вертикальні та горизонтальні промені більші від інших.